# Харитоны (платформа)
«Харитоны» (бел. Харытоны) — остановочный пункт, расположенный в деревне Харитоны Брестского района.
Железнодорожная платформа находится между платформами Нагораны и Кошелево 1.